# Georg Danzer
Georg Danzer, född den 7 oktober 1946, död den 21 juni 2007, var en österrikisk sångare, musiker och kompositör.
Danzer var en av de tongivande personerna i den så kallade Austropopgenren. Tillsammans med Wolfgang Ambros och Reinhard Fendrich bildade han supergruppen Austria 3. Till hans mest kända låtar hör Ruaf mi ned an, Lass mi amoi no d’Sunn aufgeh’ segn och Weiße Pferde.